# Friendsville (Tennessee)
Friendsville és una població dels Estats Units a l'estat de Tennessee. Segons el cens del 2000 tenia 890 habitants.

## Demografia
Segons el cens del 2000, Friendsville tenia 890 habitants, 362 habitatges, i 271 famílies. La densitat de població era de 108,7 habitants/km².
Dels 362 habitatges en un 30,7% hi vivien nens de menys de 18 anys, en un 64,1% hi vivien parelles casades, en un 7,7% dones solteres, i en un 25,1% no eren unitats familiars. En el 22,7% dels habitatges hi vivien persones soles l'11% de les quals corresponia a persones de 65 anys o més que vivien soles. El nombre mitjà de persones vivint en cada habitatge era de 2,46 i el nombre mitjà de persones que vivien en cada família era de 2,89.
Per edats la població es repartia de la següent manera: un 22,1% tenia menys de 18 anys, un 7,3% entre 18 i 24, un 29,8% entre 25 i 44, un 26,4% de 45 a 60 i un 14,4% 65 anys o més.
L'edat mediana era de 40 anys. Per cada 100 dones de 18 o més anys hi havia 99,1 homes.
La renda mediana per habitatge era de 40.833 $ i la renda mediana per família de 48.000 $. Els homes tenien una renda mediana de 32.232 $ mentre que les dones 26.382 $. La renda per capita de la població era de 16.871 $. Entorn del 5% de les famílies i el 7,1% de la població estaven per davall del llindar de pobresa.

## Poblacions més properes
El següent diagrama mostra les poblacions més properes.